# Cunco
Cunco is een gemeente in de Chileense provincie Cautín in de regio Araucanía. Cunco telde 17.526 inwoners in 2017 en heeft een oppervlakte van 1907 km².